# میکل هانسن
میکل هانسن (دانمارکی: Mikkel Hansen؛ زادهٔ ۲۲ اکتبر ۱۹۸۷) بازیکن هندبال اهل دانمارک است.
از باشگاه‌هایی که در آن بازی کرده‌است می‌توان به باشگاه هندبال بارسلونا اشاره کرد. او یکی از بهترین بازیکن های هندبال جهان محسوب می شود.